# Boubacar Fofana
Boubacar Fofana (7 de setembre de 1998) és un futbolista professional francés que juga de volant per l'Olympique de Lió. Nascut a França, Fofana és d'origen malià.
Fofana va començar a jugar a futbol amb el Champs-sur-Marne, i va ser transferit al SC Bastia i al Torcy abans de jugar professionalment amb l'Épinal en 2017. El 14 de gener de 2019, Fofana es va unir a l'Olympique de Lió amb un contracte de 4 anys i de seguida va anar cedit al Gazélec Ajaccio.
Fofana va fer el seu debut professional amb el Gazélec Ajaccio en un empat 1 a 1 contra el Chamois Niortais de la Ligue 2 el 23 d'abril de 2019.